# György Kulin

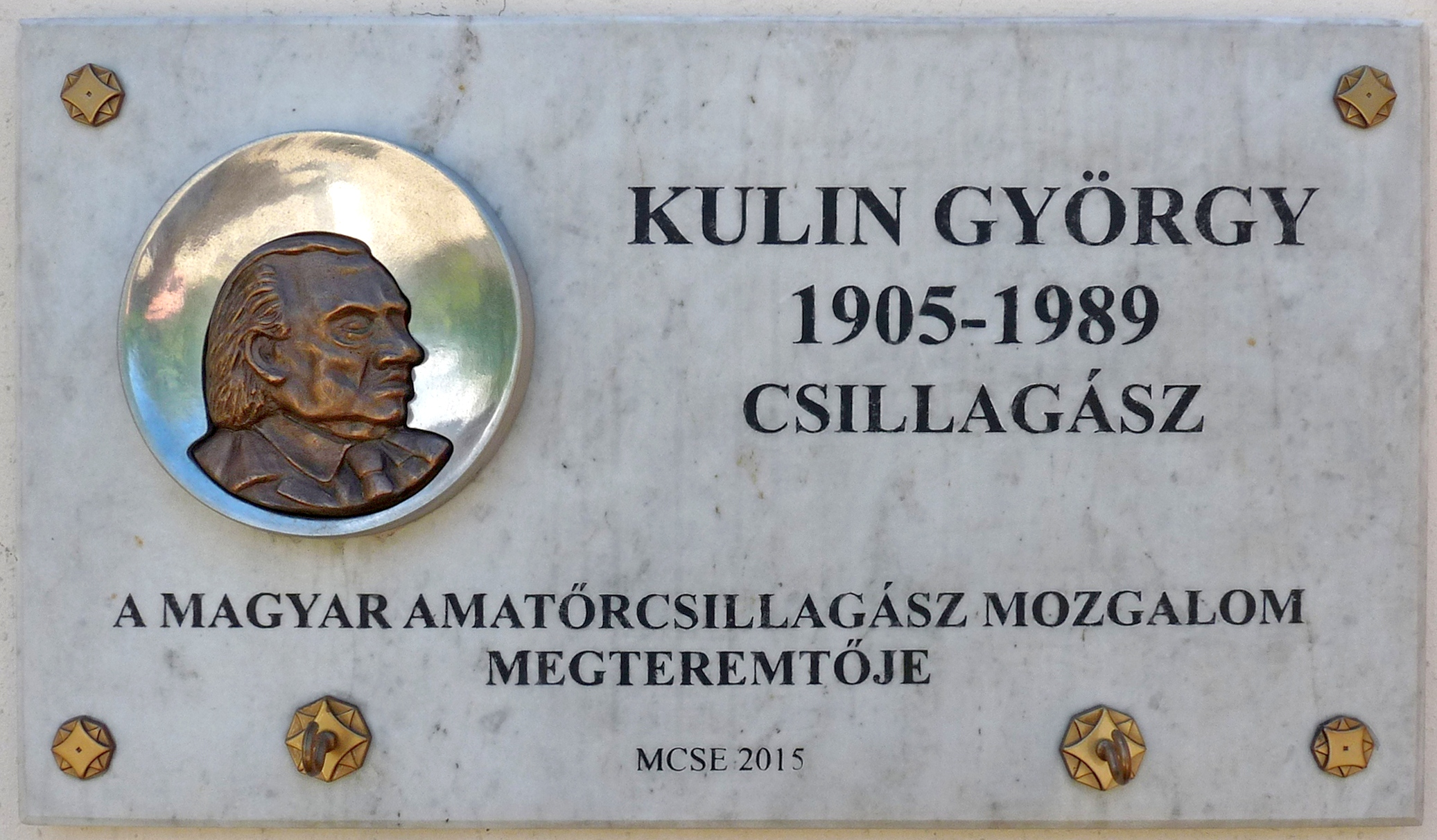
Tafel in Budapest

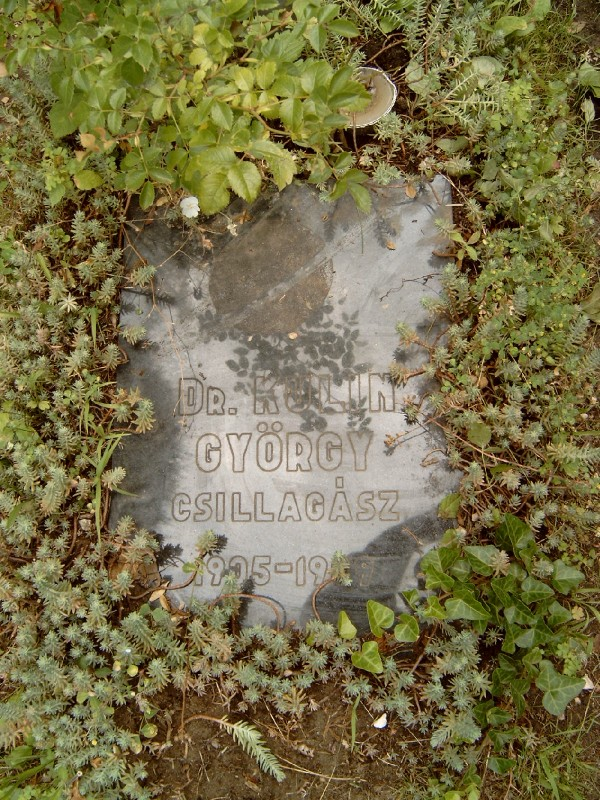
Kulins Grab auf dem Budapester Farkasréti temető

György Kulin (* 28. Januar 1905 in Nagyszalonta, Österreich-Ungarn; † 22. April 1989 in Budapest, Ungarn) war ein ungarischer Astronom.
Kulin hat Science-Fiction-Literatur geschrieben.

## Leben
György Kulin wurde als viertes Kind am 28. Januar 1905 in Salonta von Vilin Kulin und Julianna Tóth geboren. Sein Vater Vilin war ein gebildeter Mann und hatte eine eigene Bibliothek. Er stammte aus einem anfangs reichen, später armen Adel. Vilin Kulin wurde wegen seiner sozialistischen Tätigkeit aus Oradea verbannt und ließ sich später in Salonta nieder, wo er eine Schuhfabrik eröffnete.
Seine erste Begeisterung der Astronomie hatte er mit 5 Jahren in Salonta, als 1910 der Komet Halley an der Erde vorbeiflog. Doch bald verlor der kleine Junge das Interesse, da ihm, die Nachricht des vermeintlichen Weltuntergangs, erschrak. Abends, wenn es klar war, traute er sich schon das Haus zu verlassen. Er tröstete seine Mutter und sagte, wenn er groß sei, würde er die Sterne abschießen.
Er spielte gerne Fußball in einem Sport-Club in Salonta (Nagyszalontai Sport Club). Kulin studierte in seiner Heimatstadt und machte 1922 seinen Abschluss.
Im Herbst ging er nach Budapest, um Wirtschaft zu studieren.
1933 heiratete er die Lehrerin Magdolna Blahó. Sie hatten zusammen vier Kinder. Magdolna (1934), Enikő (1936), György (1944) und Eszter (1949). In Ungarn ist es üblich das erste Mädchen nach der Mutter, und den ersten Jungen nach dem Vater zu benennen, das waren 1934 Magdolna und 1944 György.

## Entdeckungen
Er entdeckte insgesamt 21 Asteroiden (Liste) und ist Mitentdecker des Kometen C/1942 C1 (Whipple-Bernasconi-Kulin). Der Asteroid des Hauptgürtels (3019) Kulin wurde von ihm am 7. Januar 1940 am Konkoly-Observatorium in Budapest entdeckt und 1990 nach ihm benannt. Kulin war ein Förderer der Amateurastronomie und gründete 1946 die Magyar Csillagászati Egyesület (Ungarische Astronomische Gesellschaft), die 1949 aufgelöst wurde. Kulin erlebte noch ihre Wiedergründung am 19. Februar 1989.
| Asteroid            | Entdeckungsdatum   |
| ------------------- | ------------------ |
| (1436) Salonta      | 11. Dezember 1936  |
| (1441) Bolyai       | 26. November 1937  |
| (1442) Corvina      | 29. Dezember 1937  |
| (1444) Pannonia     | 6. Januar 1938     |
| (1445) Konkolya     | 6. Januar 1938     |
| (1452) Hunnia       | 26. Februar 1938   |
| (1489) Attila       | 12. April 1939     |
| (1513) Mátra        | 10. März 1940      |
| (1538) Detre        | 8. September 1940  |
| (1542) Izsák        | 28. September 1941 |
| (1710) Gothard      | 20. Oktober 1941   |
| (2043) Ortutay      | 12. November 1936  |
| (2058) Róka         | 22. Januar 1938    |
| (2242) Balaton      | 13. Oktober 1936   |
| (2712) Kreaton      | 29. Dezember 1937  |
| (2738) Viracocha    | 12. März 1940      |
| (3019) Kulin        | 7. Januar 1940     |
| (3380) (Awaji)      | 15. März 1940      |
| (3427) Szentmártoni | 6. Januar 1938     |
| (7137) Cabot        | 12. März 1940      |
| (10258) Sárneczky   | 6. Januar 1940     |